# Леонов Василь Севастянович
Василь Севастянович Леонов (біл. Васіль Севасцьянавіч Лявонаў; 16 квітня 1938, село Дубеєць, тепер Костюковицького району Могильовської області, Білорусь — 4 січня 2015, місто Мінськ, Білорусь) — білоруський і радянський державний діяч, міністр сільського господарства та продовольства Республіки Білорусь, 1-й секретар Могильовського обласного комітету КП Білорусії. Член ЦК КПРС у 1990—1991 роках. Депутат Верховної Ради СРСР 11-го скликання. Народний депутат Верховної Ради Білоруської РСР (Білорусі) (1990—1995).

## Життєпис
У 1956—1958 роках працював теслею в колгоспі «Кронштадт» Білоруської РСР. З 1958 року — робітник шахти в Сталінській області УРСР.
У 1964 році закінчив Білоруський інститут механізації сільського господарства.
У 1964—1967 роках — інспектор-організатор Краснопольського виробничого управління сільського господарства Могильовської області, головний інженер радгоспу Климовицького району Могильовської області.
Член КПРС з 1967 року.
У 1967—1972 роках — директор радгоспу «Милославицький» Климовицького району Могильовської області.
У 1972—1975 роках — заступник, 1-й заступник начальника управління сільського господарства виконавчого комітету Могильовської обласної ради депутатів трудящих.
У 1975—1979 роках — голова виконавчого комітету Горецької районної ради депутатів трудящих; 1-й секретар Горецького районного комітету КП Білорусії Могильовської області.
У 1979 році закінчив заочно Мінську вищу партійну школу.
У 1979—1982 роках — секретар Могильовського обласного комітету КП Білорусії з сільського господарства.
У 1982 — травні 1983 року — 1-й заступник голови виконавчого комітету Могильовської обласної ради народних депутатів — голова ради агропромислового об'єднання.
24 травня 1983 — 28 жовтня 1990 року — 1-й секретар Могильовського обласного комітету КП Білорусії. 1986 року був єдиним із 6 перших секретарів обкомів КП Білорусії, якого на ХХVII з'їзді КПРС не обрали ні членом, ні кандидатом у члени ЦК КПРС (членами ЦК КПРС були обрані А.Малофєєв і Є Соколов, кандидатами в члени ЦК КПРС стали Л.Кльоцков, О.Камай і В.Григор'єв). Підтримував Олександра Лукашенка, сприяв його кар'єрі.    
Одночасно в квітні 1990 — березні 1991 року — голова Могильовської обласної ради народних депутатів.
У жовтні 1990 — серпні 1991 року — завідувач сільськогосподарського відділу ЦК КП Білорусії.
У 1991—1993 роках — торговий представник Республіки Білорусь у Федеративній Республіці Німеччині (ФРН).
У 1993—1994 роках — генеральний директор Білоруської агропромислової асоціації «Білінтерагропром».
4 серпня — 23 серпня 1994 року — міністр сільського господарства Республіки Білорусь. 23 серпня 1994 — 19 листопада 1997 року — міністр сільського господарства та продовольства Республіки Білорусь.
11 листопада 1997 року затриманий у власному кабінеті із залученням Білоруського телебачення та поміщений під варту. 14 листопада 1997 року президент Білорусі Олександр Лукашенко виступаючи в АПО «Світанок» Кіровського району Могильовської області публічно звинуватив Василя Леонова в причетності до вбивства начальника Служби контролю президента з Могилевської області Євгена Миколуцького.
У серпні 1999 року суд визнав Леонова винним у хабарництві та привласненні державного майна та покарав 4 роками утримання в колонії з конфіскацією майна. У листопаді 2000 року був звільнений із ув'язнення.
Активно займався громадсько-політичною діяльністю. З 2001 по 2015 рік був головою оргкомітету руху «За нову Білорусь». Також був членом оргкомітету групи виборців «Земля та воля». 
Помер 4 січня 2015 року в Мінську.

## Нагороди і звання
- орден Леніна (1988)
- медалі